# José Urea
Pour les articles homonymes, voir Urea et Pulido.
Urea  Pulido est un nom espagnol. Le premier nom de famille, en général paternel, est Urea ; le second, en général maternel, souvent omis, est Pulido.
José Urea Pulido est un ancien coureur cycliste espagnol, né le 6 juillet 1967 à Jaén.

## Biographie
Il est professionnel de 1988 à 1992.

## Palmarès
- 1989
  - 11e étape du Tour du Portugal
  - 3e du Tour de l'Alentejo
- 1995
  - Ronde du Maestrazgo
- 1996
  - Tour de Grenade
- 1998
  - Santikutz Klasika
  - Tour de Lleida
- 1999
  - 2e et 3eb (contre-la-montre) étapes du Tour de Grenade
  - 2e du Tour de Navarre
  - 3e du Tour de Grenade

## Résultats sur les grands tours

### Tour de France
1 participation
- 1990 : 89e

### Tour d'Italie
2 participations
- 1991 : 55e
- 1992 : 78e

### Tour d'Espagne
2 participations
- 1989 : 107e
- 1992 : 91e